# Zdeněk Pavlíček
Zdeněk Pavlíček (ur. 2 maja 1952 w Zubří) – czeski biathlonista reprezentujący Czechosłowację. W Pucharze Świata zadebiutował 4 marca 1978 roku w Hochfilzen, gdzie zajął 44. miejsce w sprincie. Pierwsze punkty zdobył 10 stycznia 1979 roku w Jáchymovie, zajmując czwarte miejsce w biegu indywidualnym. Walkę o podium przegrał tam z Terje Krokstadem z Norwegii. Nigdy nie stanął na podium indywidualnych zawodów PŚ. W 1976 roku wystąpił na mistrzostwach świata w Anterselvie, gdzie zajął 49. miejsce w sprincie. Był też między innymi szósty w sztafecie podczas mistrzostw świata w Hochfilzen dwa lata później. Brał również udział w igrzyskach olimpijskich w Innsbrucku w 1976 roku, plasując się na dziewiątej pozycji w sztafecie.

## Osiągnięcia

### Igrzyska olimpijskie
| Rok  | Miejscowość | Konkurencje | Konkurencje | Konkurencje | Konkurencje | Konkurencje | Konkurencje | Konkurencje |
| Rok  | Miejscowość | IN          | SP          | PU          | MS          | RL          | MR          | SR          |
| ---- | ----------- | ----------- | ----------- | ----------- | ----------- | ----------- | ----------- | ----------- |
| 1976 | Innsbruck   | –           | –           | nd.         | nd.         | 9.          | nd.         | –           |

### Mistrzostwa świata
| Rok  | Miejscowość | Konkurencje | Konkurencje | Konkurencje | Konkurencje | Konkurencje | Konkurencje | Konkurencje |
| Rok  | Miejscowość | IN          | SP          | PU          | MS          | RL          | MR          | SR          |
| ---- | ----------- | ----------- | ----------- | ----------- | ----------- | ----------- | ----------- | ----------- |
| 1976 | Anterselva  | nd.         | 49.         | nd.         | nd.         | nd.         | nd.         | –           |
| 1978 | Hochfilzen  | –           | 44.         | nd.         | nd.         | 6.          | nd.         | –           |
| 1979 | Ruhpolding  | 41.         | 23.         | nd.         | nd.         | 7.          | nd.         | –           |

### Puchar Świata

#### Miejsca w klasyfikacji generalnej
| Sezon     | Miejsce |
| --------- | ------- |
| 1977/1978 | -       |
| 1978/1979 | ?       |

#### Miejsca na podium chronologicznie
Pavlíček nigdy nie stanął na podium indywidualnych zawodów PŚ.